# Grandilithus fujianus
Espèce
Synonymes
- Otacilia fujiana Fu, Jin & Zhang, 2014

Grandilithus fujianus est une espèce d'araignées aranéomorphes de la famille des Phrurolithidae.

## Distribution
Cette espèce est endémique du Fujian en Chine,.

## Description
Le mâle holotype mesure 3,72 mm et la femelle paratype 5,01 mm.

## Systématique et taxinomie
Cette espèce a été décrite sous le protonyme Otacilia fujiana par Fu, Jin et Zhang en 2014. Elle est placée dans le genre Grandilithus par Liu, Li, Zhang, Ying, Meng, Fei, Li, Xiao et Xu en 2022.

## Étymologie
Son nom d'espèce lui a été donné en référence au lieu de sa découverte, le Fujian.

## Publication originale
- Fu, Jin & Zhang, 2014 : « Three new species of the genus Otacilia Thorell (Araneae: Phrurolithidae) from China. » Zootaxa, no 3869(4), p. 483-492.